# Parapilinurgus chinensis
Parapilinurgus chinensis är en skalbaggsart som beskrevs av Krajcik 2010. Parapilinurgus chinensis ingår i släktet Parapilinurgus och familjen Cetoniidae. Inga underarter finns listade i Catalogue of Life.